# LB-1
LB-1 ist sowohl der Name eines Sterns der Spektralklasse B als auch der Name eines damit assoziierten massereichen stellaren Schwarzen Loches. Beide wurden im November 2019 entdeckt.

## Entdeckung

### Stellares Schwarzes Loch
Die Entdecker des Schwarzen Lochs geben seine Masse mit fast 70 Sonnenmassen an. Dies wäre mehr als doppelt so groß wie das von den meisten aktuellen Theorien der Sternentwicklung besagte Maximum. Es gibt zwar Hinweise auf schwarze Löcher in diesem Massenbereich aus Beobachtungen von Gravitationswellen, doch nur in entfernten Galaxien, die entsprechend weit zurückliegenden Zeiten entsprechen. In unserer Galaxie und der Metallizität der hier vorkommenden Sterne sollten sie nach gängiger Theorie aufgrund des Mechanismus von Paarinstabilitäts-Supernovae, die in dem betrachteten Massenbereich keine kompakten Reste hinterlassen, und von Sonnenwinden nicht vorkommen.
David Reitze meinte dazu: „Diese Entdeckung zwingt uns, unsere Modelle erneut zu untersuchen, wie Schwarze Löcher mit Sternenmasse entstehen. [...] Dieses bemerkenswerte Ergebnis, zusammen mit den LIGO-Virgo-Beobachtungen von Kollisionen zweier Schwarzer Löcher während der vergangenen vier Jahre, deuten wirklich auf eine Renaissance in unserem Verständnis der Astrophysik bei Schwarzen Löchern hin.“
Mehrere Arbeiten, die im Dezember 2019 veröffentlicht wurden, zweifeln die Massenbestimmung jedoch an. Im Januar 2020 veröffentlichte Ergebnisse zur Spektralanalyse des Hauptsterns deuten darauf hin, dass dieser kein Hauptreihenstern der Spektralklasse B ist, sondern ein extremer Heliumstern. Damit könnte der Begleiter eine Masse bis hinunter zu 2 bis 3 Sonnenmassen haben. Bei LB-1 könnte es sich somit auch um einen Neutronenstern oder ein „normales“ Schwarzes Loch handeln.
Nach Michael Abdul-Masih und Kollegen erscheint es auch möglich, dass die beobachteten Schwankungen im Profil der H-alpha-Linie, aus der Liu und Kollegen auf ein schwarzes Loch schlossen, durch die Absorption in der Atmosphäre eines zweiten Sterns in einem Doppelsternsystem erklärt wird, das aus zwei gewöhnlichen Sternen mit jeweils rund vier Sonnenmassen besteht. Dann müsste allerdings das Doppelsternsystem in eine Gasscheibe eingebettet sein, die die Quelle der Hα-Strahlung ist. Liu und Kollegen hielten das in einer Erwiderung zwar für möglich, aber für unwahrscheinlich.

### Stern
Der Stern, der achtmal so groß wie die Sonne ist und 15.000 Lichtjahre von der Erde entfernt im Sternbild Zwillinge liegt, wurde von chinesischen Astronomen mit dem Large Sky Area Multi-Object Fiber Spectroscopic Telescope (LAMOST) und mithilfe der Doppler-Spektroskopie-Methode (Radialgeschwindigkeitsmethode) entdeckt. Die Astronomen beobachteten, wie der Stern alle 79 Tage das Schwarze Loch umkreiste, was die Forscher als „überraschend kreisförmige“ Umlaufbahn bezeichneten.
Nachfolgende Beobachtungen mit dem Gran Telescopio Canarias in Spanien und dem Keck-Observatorium in den USA halfen bei der Bestimmung.